# Шандор (Ен)
Шандор (фр. Champdor) је насељено место у Француској у региону Рона-Алпи, у департману Ен (Рона-Алпи).
По подацима из 2011. године у општини је живело 465 становника, а густина насељености је износила 26,77 становника/km².

## Демографија
| 1962. | 1968. | 1975. | 1982. | 1990. | 2011. |
| ----- | ----- | ----- | ----- | ----- | ----- |
| 327   | 362   | 365   | 428   | 459   | 465   |